# John Bunyan
John Bunyan (n. 28 noiembrie 1628 - d. 31 august 1688) a fost un scriitor și predicator baptist englez, tinichigiu de meserie, care a fost prigonit pentru vederile sale religioase, și făcut 12 ani de închisoare, timp în care a scris autobiografia spirituală Grace Abounding, 1666.  
Ulterior Biserica Anglicană i-a recunoscut meritele și îl comemorează în fiecare an, în cadrul unei "sărbători minore" (Lesser Festival) pe 30 august. Este comemorat și în calendarul Bisericii evanghelice.  

## Opera
- 1678 - 1679: Călătoria pelerinului ("The Pilgrim's Progress");
- 1656: Câteva adevăruri evanghelice revelate ("Some Gospel Truths Opened");
- 1658: Câteva suspine din iad ("A Few Sighs from Hell");
- 1665: Sfârșitul lumii, Învierea și Judecata de Apoii ("The End of the World, The Resurrection of the Dead and Eternal Judgment");
- 1665: Cetatea Sfântă sau Noul Ierusalim ("The Holy City or the New Jerusalem");
- 1666: Har din abundență pentru căpetenia păcătoșilor ("Grace Abounding to the Chief of Sinners");
- 1675: Salvați prin mântuire ("Saved by Grace");
- 1678: Veniți și întâmpinați-L pe Isus Christos ("Come and Welcome to Jesus Christ");
- 1679: Frica de Dumnezeu ("The Fear of God");
- 1680: Viața și moartea domnului Badman ("The Life and Death of Mr Badman");
- 1688: Lucrarea lui Christos ca avocat ("The Work of Jesus Christ as an Advocate").